# تيم دتون
تيم دتون (بالإنجليزية: Tim Dutton)‏ هو ممثل بريطاني، ولد في 1964 في ستراتفورد في المملكة المتحدة.

## أعمال

### أفلام
- (2002) هوية بورن[3]

## وصلات خارجية
- تيم دتون على موقع IMDb (الإنجليزية)
- تيم دتون على موقع قاعدة بيانات الفيلم (الإنجليزية)